# Metazaleptus
Genre
Synonymes
- Pentazaleptus Roewer, 1955

Metazaleptus est un genre d'opilions eupnois de la famille des Sclerosomatidae.

## Distribution
Les espèces de ce genre se rencontrent en Asie du Sud-Est et en Asie du Sud.

## Liste des espèces
Selon World Catalogue of Opiliones (11/05/2021) :
- Metazaleptus adspersus (Roewer, 1955)
- Metazaleptus borneensis Banks, 1930
- Metazaleptus guttatus (Roewer, 1955)
- Metazaleptus hirsutus (With, 1903)
- Metazaleptus luteomaculatus (Suzuki, 1977)
- Metazaleptus montanus Banks, 1930
- Metazaleptus palpalis Banks, 1930
- Metazaleptus rufescens Banks, 1930

## Publication originale
- Roewer, 1912 : « Einige neue Gattungen und Arten der Opiliones Palpatores aus den Subfamilien der Gagrellinae und Liobuninae der Familie der Phalangiidae. » Archiv für Naturgeschichte, sér. A, vol. 78, no 1, p. 27–59 (texte intégral).